# برنت كريبز
برنت كريبز (بالألمانية: Bernt Krebs)‏ هو كيميائي وعالم وأستاذ جامعي ألماني، ولد في 26 نوفمبر 1938 في غوتا في ألمانيا.